# Балши
Балши (алб. Ballshi) — город в Центральной Албании в префектуре Фиери, центр одноименного округа Малакастра.

## История
Первоначально город назывался Главиница во время болгарского правления, позже город был назван Балши по имени правителя Балша II. Это был центр Малкасры во время существования Санджака Авлоны и вилайета Янины (во время Османского владычества между 1670 и 1912 годами).
Балши находится недалеко от древнего города Биллиса. Славянские нашествия в VI—VII веках привели к упадку Биллиса, в то время, как Балши был построен с помощью материалов, используемых при разграблении Биллиса.